# Статус Гібралтару
Британська заморська територія Гібралтар розташована у південній частині Піренейського півострова, є об'єктом іредентистських територіальних претензій Іспанії. Захоплений у 1704 році під час війни за іспанську спадщину (1701—1714). Іспанська корона офіційно назавжди поступилася територією Британській короні у 1713 році, відповідно до статті X Утрехтського договору. Пізніше Іспанія спробувала відвоювати цю територію під час тринадцятої облоги (1727) та Великої облоги (1779—1783). Британський суверенітет над Гібралтаром був підтверджений пізнішими договорами, підписаними в Севільї (1729) і Паризьким договором (1783).
Рекультивація території стала державною політикою за часів Франсіско Франко, була актуальною під час наступних урядів після переходу Іспанії до демократії. Самі гібралтарці відкидають будь-які подібні заяви, жодна політична партія чи група впливу у Гібралтарі не підтримує союзу з Іспанією. На референдумі 2002 року жителі Гібралтару відхилили пропозицію спільного суверенітету, щодо якої Іспанія та Сполучене Королівство нібито досягли «широкої згоди». Тепер британський уряд відмовляється обговорювати суверенітет без згоди гібралтарців. У 2000 році члени парламенту Гібралтару підписали політичну декларацію єдності; згідно з урядом Гібралтару, «по суті, декларація зазначала, що народ Гібралтару ніколи не піде на компроміс, не відмовиться від свого суверенітету чи свого права на самовизначення, не поступиться ним; що Гібралтар хоче добрих, сусідських, європейських відносин з Іспанією; і що Гібралтар належить народу Гібралтару, і не може претендувати ні на Іспанію, ні на віддачу Британії».
Іспанія наполягає на двосторонній угоді з Великою Британією щодо суверенітету, тоді як Велика Британія обговорюватиме суверенітет, якщо Гібралтар буде включений до обговорень. Розуміння Організацією Об'єднаних Націй позицій кожної зі сторін викладено в їхньому звіті за 2016 рік. В даний час ООН відносить Гібралтар до списку несамоврядних територій.

## Захоплення Гібралтару та Утрехтський договір
Гібралтар був захоплений у 1704 році силами на чолі з адміралом сером Джорджем Руком, який представляв Великий Альянс від імені ерцгерцога Карла, претендента на іспанський престол. Після бою майже всі жителі вирішили виїхати. Спроби Іспанії повернути територію під час дванадцятої облоги Гібралтару зазнали невдачі, і врешті вона була передана Королівству Великої Британії Іспанією за Утрехтським договором 1713 року в рамках врегулювання війни за іспанську спадщину. У цьому договорі Іспанія поступилася Великій Британії «повною і цілковитою власністю на місто й замок Гібралтар разом із портом, укріпленнями та фортами, які їм належать… назавжди, без будь-яких винятків чи перешкод».
Якщо британська корона коли-небудь забажає відмовитися від Гібралтару, застереження про повернення стверджує, що територія спочатку буде запропонована Іспанії, «і у випадку, якщо згодом Корона Великої Британії вважатиме за доцільне надати, продати або будь-яким способом відчужити її власності зазначеного міста Гібралтар, цим погоджено та зроблено висновок, що перевага щодо продажу завжди буде надаватися Короні Іспанії перед будь-якими іншими.»
Крім того, Договір передбачає, «що вищезазначені права власності передаються Великій Британії без будь-якої територіальної юрисдикції та без будь-якого відкритого сухопутного зв'язку з навколишньою країною» (хоча існує суперечка щодо того, чи це відмовляється від територіальної юрисдикції над Гібралтаром, чи над «країною навколо») і що ніяка сухопутна торгівля між Гібралтаром та Іспанією не повинна відбуватися, за винятком надзвичайних положень у випадку, якщо Гібралтар не зможе поповнити запаси морем. Британський уряд та уряд Гібралтару стверджували, що членство як Гібралтару, так і Іспанії в Європейському Союзі (ЄС) — Гібралтар був включений як територія спеціальної держави-члена, коли Велика Британія приєдналася до ЄС у 1973 році; Іспанія приєдналася до ЄС у 1986 році — скасувала такі обмеження, оскільки ЄС зобов'язується вільного руху товарів і послуг. Вплив Brexit на Гібралтар незрозумілий.

## Різні позиції
Організація Об'єднаних Націй розглядає Гібралтар як несамоврядну територію, яка знаходиться під управлінням Сполученого Королівства Великої Британії та Північної Ірландії. Його звіт від лютого 2016 року викладає різні погляди різних сторін щодо Гібралтару.
Указ про Конституцію Гібралтару 2006 року (Велика Британія) встановив форму правління Гібралтару, згідно з якою губернатор Гібралтару відповідає за ведення зовнішніх справ, оборону, внутрішню безпеку та певні призначення на державні посади, а уряд Гібралтару відповідає за всі інші справи. Велика Британія вважає, що як незалежна територія, визнана Організацією Об'єднаних Націй, Гібралтар користується індивідуальними та колективними правами, викладеними в конституції 2006 року, а також правом на самовизначення.
Іспанія заперечує законність конституції 2006 року та стверджує, що вона не змінює статус Гібралтару як британської колонії, оскільки лише Велика Британія має право обговорювати питання Гібралтару на міжнародному рівні.
Територіальний уряд Гібралтару, заснований на законі в конституції 2006 року, збирає власні податки та планує свої витрати та капітальні витрати з максимальною ставкою податку на фізичних осіб 28 % і податку на компанії 10 %. Іспанія зазначає, що Європейська комісія розслідує податковий режим Гібралтару і що Іспанія вважає Гібралтар податковою гаванню. Велика Британія вважає, що Гібралтар відповідає всім законам ЄС щодо боротьби з відмиванням грошей, прямого оподаткування та фінансового нагляду. Гібралтар має надійну систему фінансового регулювання з угодами про боротьбу з ухиленням від сплати податків, включаючи угоди про обмін податковою інформацією з 79 країнами, включаючи всі країни ЄС, за винятком Іспанії, яка не відповіла. Велика Британія попросила, щоб Гібралтар підлягав оцінці ЄС щодо контролю за відмиванням грошей. Іспанія нагадує, що злочини, пов'язані з контрабандою тютюнових виробів і відмиванням грошей з Гібралтару, були відзначені у звіті ЄС про боротьбу з шахрайством у 2014 році.
Перетин сухопутного кордону між Гібралтаром та Іспанією підлягає перевірці. Іспанія наголошує, що перевірки не є політично вмотивованими, необхідно забезпечити суворе дотримання прикордонних правил ЄС для протидії загальним проблемам незаконної торгівлі та що Іспанія виконує рекомендації ЄС щодо покращення перетину кордону. Розташування пункту пропуску не відповідає кордону, визнаному Іспанією. Аеропорт є військовою територією, де дозволено експлуатувати цивільні літаки. Іспанія стверджує, що аеродром незаконно окупований Великою Британією. Велика Британія стверджує, що її суверенітет поширюється на район перешийка, на якому побудований аеродром. Велика Британія також претендує на обмеження трьох миль у територіальних водах навколо Гібралтару, тоді як Іспанія претендує на морські права на всі території, крім портів Гібралтару. Заяви Великої Британії про вторгнення іспанських кораблів у територіальні води Гібралтару Іспанія вважає відображенням рутинної діяльності іспанських кораблів у їхніх власних водах.
У 2004 році розпочалася система тристоронніх переговорів за участю Іспанії, Великої Британії та Гібралтару. Дискусії завершилися в 2010 році, коли Велика Британія та Гібралтар попросили продовжити їх з 2012 по 2014 рік. Іспанія заявила, що вважає, що форум більше не існує, і що мають проводитися лише спеціальні дискусії з місцевих проблем, включаючи Кампо де Гібралтар.
У 2015 році Сполучене Королівство підтвердило свої претензії на суверенітет, що Гібралтар має право на самовизначення, викладене в конституції 2006 року, і що Сполучене Королівство не буде вступати в жодні дискусії щодо суверенітету, якщо Гібралтар не погодиться, а також те, що Сполучене Королівство зобов'язане захищати Гібралтар, своїх людей і своєї економіки. Відповідно до Конвенції ООН з морського права Сполучене Королівство претендувало на суверенітет над землею, що простягається над морем до трьох миль або до середньої лінії. Будь-яке обговорення має включати Гібралтар, оскільки їхня конституція надає їм виключні повноваження з багатьох питань.
Гібралтар стверджував, що він залишився останньою колонією в Європі лише тому, що уряд Іспанії наполягав на тому, що невід'ємний принцип самовизначення не повинен застосовуватися до гібралтарців, а Іспанія блокувала щорічний запит на вилучення Гібралтару зі списку несамоврядних територій ООН. території. Уряд Гібралтару стверджує, що Гібралтар був фактично деколонізований.

### Британська позиція
У своєму виступі перед Комітетом із закордонних справ парламенту Великої Британії в 2008 році Джим Мерфі, член парламенту, державний міністр у справах Європи, заявив: Уряд Великої Британії ніколи не укладе угоду про суверенітет без згоди уряду Гібралтару та його народу. Насправді ми ніколи навіть не вступимо в процес без цієї згоди. Слово «ніколи» означає суттєве та чітке зобов'язання та використовується з певною метою. Ми з довірою передали це повідомлення народам і урядам Гібралтару та Іспанії. Це ознака зрілості наших стосунків тепер, коли це прийнято як позицію Великої Британії.
Британський уряд виключив незалежність Гібралтару, оскільки, згідно з британською точкою зору, згідно з Утрехтським договором для цього потрібна згода Іспанії, і виключив інтеграцію Гібралтару до Сполученого Королівства.
Зазначу, що, на думку уряду Її Величності, право Гібралтару на самовизначення не обмежується Утрехтським договором, за винятком тих випадків, коли стаття X надає Іспанії право відмови, якщо Велика Британія коли-небудь відмовиться від суверенітету. Таким чином, незалежність була б можлива лише за згодою Іспанії.
Варіант інтеграції було відхилено 26 червня 1976 року, коли британський уряд видав Меморандум Хаттерслі, який виключав інтеграцію, щоб «уникнути інновацій, які могли б призвести до продовження прикордонних обмежень, накладених Іспанією».

### Позиція Гібралтару
Гібралтар стверджує, що претензії Іспанії є безпідставними, вказуючи на право на самовизначення всіх народів, гарантоване та закріплене ООН відповідно до Статуту ООН. Його стаття 1 говорить, що «цілями Організації Об'єднаних Націй є… розвиток дружніх відносин між націями на основі поваги до принципу рівних прав і самовизначення народів».
У тому ж розділі 2 Резолюції 1514 (XV) зазначено: «Усі народи мають право на самовизначення; в силу цього права вони вільно визначають свій політичний статус і вільно здійснюють свій економічний, соціальний і культурний розвиток».
Крім того, сама резолюція 2231 (XXI) нагадує та вимагає виконання резолюції 1514 (XV) (що гарантує право Гібралтару на самовизначення), і тому вона вважає, що претензії Іспанії на його територіальну цілісність (на яку не вплине деколонізація Гібралтару) не можуть витісняти або скасовувати права народу Гібралтару відповідно до резолюції 1514 (XV) або відповідно до Хартії. З цієї точки зору, будь-яке додаткове право, на яке Іспанія могла б претендувати на підставі положення про «повернення», що міститься в Утрехтському договорі, скасовується та скасовується відповідно до статті 103 Статуту ООН: «У разі суперечності між зобов'язаннями членів Організації Об'єднаних Націй за цим Статутом та їхніми зобов'язаннями за будь-якою іншою міжнародною угодою, їхні зобов'язання за цим Статутом мають переважну силу.»
Нарешті, стверджується, що фактично в міжнародному праві чи доктрині ООН немає принципу, який міг би замінити невід'ємне право на самовизначення. У зв'язку з цим у 2008 році 4-й комітет ООН відхилив твердження про те, що суперечка щодо суверенітету вплинула на самовизначення, підтвердивши, що воно є основним правом людини.
Уряд Гібралтару також стверджував, що Гібралтар є британською територією і, отже, за визначенням не є невід'ємною частиною будь-якої іншої держави, маючи на увазі, що територіальна цілісність Іспанії не може бути порушена будь-чим, що відбувається в Гібралтарі: «Навіть якщо інтеграція території вимагалася з боку зацікавлена держава не могла б бути без встановлення вільно вираженої волі народу, самої обов'язкової умови будь-якої деколонізації».
На референдумі, проведеному в Гібралтарі у вересні 2002 року, виборці відкинули навіть частковий суверенітет Іспанії.
Виступаючи перед комітетом із закордонних справ парламенту Великої Британії в березні 2008 року Пітер Каруана, головний міністр Гібралтару зазначив: Іспанія не заперечує, що Гібралтар належним чином є територією Великої Британії. Отже, це не спірна земля. Вона має політичні претензії на повернення суверенітету Гібралтару, але вона не заперечує той факт, що відповідно до належного міжнародного права вона поступилася суверенітетом Британії назавжди, і тому це беззаперечна британська суверенна територія.
Гібралтарці, здається, залишаються недовірливими до Іспанії, незважаючи на покращення відносин.

### Позиція Іспанії
Традиційна позиція Іспанії базується на територіальній цілісності відповідно до Резолюції ООН 1514 (XV) (1960), яка, на думку Іспанії, доповнює та обмежує право на самовизначення: «Будь-яка спроба, спрямована на частковий або повний зрив національної єдності та територіальної цілісності країни, є несумісною з цілями та принципами Статуту ООН».
Протягом 1960-х років Генеральна Асамблея ООН ухвалила п'ять резолюцій з цього питання (2231 (XXI), «Питання Гібралтару» та 2353 (XXII), «Питання Гібралтару»). Резолюції про деколонізацію Гібралтару зосереджувалися на «інтересах», а не на «бажаннях» гібралтарців. В останній постанові зазначено, що: будь-яка колоніальна ситуація, яка частково або повністю руйнує національну єдність і територіальну цілісність країни, є несумісною з цілями та принципами Статуту Організації Об'єднаних Націй і особливо з параграфом 6 Резолюції 1514 (XV) Генеральної Асамблеї [… ] Запрошує уряди Іспанії та Сполученого Королівства Великої Британії та Північної Ірландії негайно відновити переговори, передбачені резолюціями Генеральної Асамблеї 2070 (XX) і 2231 (XXI), з метою покласти край колоніальній ситуації в Гібралтару та захисту інтересів населення.
З такої точки зору гібралтарці розглядаються як звичайні «поселенці» зі Сполученого Королівства та інших країн, і лише їхні інтереси, а не їхні бажання (як це передбачало б право на самовизначення), повинні бути захищені. Точка зору, що вони були поселенцями, підтверджується тим фактом, що після захоплення Гібралтару англо-голландськими військами в 1704 році лише близько 70 із початкових 5000 іспанських жителів вирішили залишитися в Гібралтарі. Тому Іспанія наполягала на тому, що суперечка щодо Гібралтару є суто двосторонньою справою зі Сполученим Королівством, і ігнорувала роль і волю гібралтарців.
Першу офіційну пропозицію щодо повернення Гібралтару Іспанії зробив 18 травня 1966 року міністр закордонних справ Іспанії Фернандо Кастіелла. Пропозиція складалася з трьох пунктів:
1. «Анулювання Утрехтського договору та подальше повернення Гібралтару Іспанії».
2. «Перебування британської бази в Гібралтарі, її використання є предметом спеціальної англо-іспанської угоди».
3. «Особистий статут» для гібралтарців під гарантією Організації Об'єднаних Націй, який захищає їхні культурні, соціальні та економічні інтереси в Гібралтарі чи будь-якому іншому місці в Іспанії, включаючи їх британське громадянство. Слід також узгодити «відповідну… адміністративну формулу» ."

Пропозиція була відхилена британським урядом і гібралтарцями, які переважною більшістю голосів проголосували за те, щоб залишитися під британським суверенітетом на референдумі, проведеному в 1967 році (12 138 проти 44).
У результаті Генеральна Асамблея ООН під час своєї двадцять третьої сесії прийняла резолюцію 2429 від 1968 року (XXIII), денонсувала референдум 1967 року та звернулася до Сполученого Королівства з проханням не зволікати з переговорами.
Протягом наступних сорока років не було досягнуто подальшого просування іспанських претензій. Зважаючи на це, позиція Іспанії, здається, пом'якшилася, перенаправляючись у бік певної форми тимчасової чи постійної домовленості для досягнення спільного суверенітету, яку запропонувала Іспанія та обговорила з британським урядом. Таку пропозицію вніс міністр закордонних справ Іспанії Фернандо Моран у 1985 році. Деталі пропозиції не були оприлюднені, але оприлюднена інформація показала пропозицію щодо договору з Сполученим Королівством з метою «реінтеграції» Гібралтар з Іспанією, зберігаючи спосіб життя гібралтарців. Вони збережуть своє британське громадянство, а також існуючі політичні та трудові права, самоврядування та інститути. Моран запропонував домовитися про кондомініум або зворотну оренду на 15-20-річний період. Британський міністр закордонних справ Дуглас Герд офіційно відхилив цю пропозицію лише в 1993 році.
У 1997 році міністр закордонних справ Іспанії Абель Матутес зробив другу пропозицію, передбачаючи столітній період спільного суверенітету перед остаточною передачею Іспанії. Подібна схема була попередньо погоджена між іспанським та британським урядами навесні 2002 року, але врешті-решт від неї відмовилися після тривалої опозиції гібралтарців, яка включала референдум про суверенітет Гібралтару 2002 року.
У 2016 році Іспанія повідомила в ООН, що:
- Велика Британія відмовлялася від переговорів щодо суверенітету
- територія, окупована Сполученим Королівством, була більшою, ніж земля, передана за Утрехтським договором
- ключовим було відновлення територіальної цілісності Іспанії, а не самовизначення
- конституція 2006 року не змінила міжнародного статусу Гібралтару, місцева влада не мала права втручатися в переговори щодо (на думку Іспанії) незаконної окупації території Іспанії.
- Іспанія не погодиться на будь-яку ситуацію, яка завдасть шкоди людям у регіоні чи фінансам Іспанії чи ЄС
- прикордонні перевірки регулювалися ЄС і були спрямовані на припинення незаконної торгівлі тютюном, яка коштувала податкових надходжень регіону, і що Гібралтар працював як податкова гавань
- Іспанія була рада обговорити питання суверенітету з Великою Британією та провести чотиристоронню спеціальну дискусію щодо місцевих проблем

## Обговорення резолюцій
Іспанія наполягала на тому, що суперечка щодо Гібралтару є двостороннім питанням виключно між Сполученим Королівством та Іспанією. Схоже, цей принцип знайшов своє відображення в резолюціях Організації Об'єднаних Націй щодо деколонізації Гібралтару в 1960-х роках, які зосереджувалися на «інтересах» гібралтарців. Виступаючи на C24 ООН у 2006 році, головний міністр Гібралтару Пітер Каруана заявив, що «добре відомо, задокументовано та прийнято всіма, що з 1988 року Гібралтар відкидає двосторонній Брюссельський процес і ніколи не задовольниться ним. .»
З поверненням лівоцентристського уряду в Іспанії в 2004 році була прийнята нова позиція Іспанії, і в грудні 2005 року уряди Великої Британії, Іспанії та Гібралтару погодилися створити «новий тристоронній процес діалогу поза Брюссельським процесом». " за рівноправної участі трьох сторін, будь-які рішення чи угоди повинні бути погоджені всіма трьома. Це було ратифіковано Кордовською угодою 2006 року. Після зустрічей у Малазі (Іспанія), Фару (Португалія) та Майорці (Іспанія) міністр закордонних справ Іспанії Мігель Анхель Моратінос у липні 2009 року відвідав Гібралтар, щоб обговорити ряд спільних питань. Це був перший офіційний візит Іспанії після поступки Гібралтару. Питання суверенітету не обговорювалося.
З 2010 року Іспанія стверджувала, що тристоронній діалог завершено, і повернулася до початкового заклику до двосторонньої угоди з Великою Британією з чотиристоронніми спеціальними зустрічами, які включатимуть Кампо-де-Гібралтар.

## Політичний розвиток Гібралтару
Гібралтарці шукали більш сучасного статусу та стосунків зі Сполученим Королівством, що відображає та розширює поточний рівень самоврядування.
На референдумі 2006 року було схвалено нову конституцію, яка перевела Гібралтар у більш схожі на корону залежні відносини з Великою Британією, а не попередній колоніальний статус. Нова конституція набула чинності в січні 2007 року. Гібралтар класифікується як Британська заморська територія.
У листі до ООН британський представник Емір Джонс Паррі пише: «Нова конституція передбачає сучасні відносини між Гібралтаром і Сполученим Королівством. Я не думаю, що цей опис буде стосуватися будь-яких відносин, заснованих на колоніалізмі».
Головний міністр Пітер Каруана звернувся до Спеціального комітету ООН з деколонізації щодо нової конституції в 2008 році. Він висловив думку уряду Гібралтару, що «що стосується нас, деколонізація Гібралтару більше не є невирішеним питанням».
Паралельно з цим уряд Гібралтару вів переговори з Іспанією щодо вирішення інших суперечок, залишивши осторонь питання про суверенітет.

## Сфери суперечок

### Перешийок
Територія Гібралтару містить 800-метрову (2625 футів) ділянку перешийка, який з'єднує Скелю з Іспанією. Іспанія стверджує, що ця ділянка перешийка ніколи не поступалася Іспанії; швидше, він був поступово окупований де-факто англійцями.
Зростання Гібралтару на південній половині перешийка почалося з будівництва двох фортів у самій північній частині переданої території. У 1815 році Гібралтар переніс епідемію жовтої лихоманки. Це призвело до поступки Іспанії, щоб на перешийку можна було побудувати тимчасовий карантинний оздоровчий табір. Після закінчення чуми британці не ліквідували табір. У 1854 році нова епідемія спонукала до появи нових оздоровчих таборів, що зрештою здобуло Гібралтару ці додаткові 800 метрів землі. Кульмінацією окупації перешийка стало будівництво аеродрому в 1938—1939 роках під час громадянської війни в Іспанії.
В Утрехтському договорі не згадувалося про британський суверенітет над Гібралтаром за межами укріпленого периметра міста, як це було в 1713 році. Однак договір передав місто «разом з портом, укріпленнями та фортами, що належать йому», що включало кілька фортів уздовж лінія поточного кордону.[ Сполучене Королівство також претендує на право власності на південну половину перешийка на основі безперервного володіння протягом тривалого періоду.
Територія на північ від нинішнього кордону була окупована Іспанією в 1730-х роках під час будівництва так званих Іспанських ліній або точніше Ліній контраваляції Гібралтару.

### Територіальні води
Велика Британія та Іспанія ратифікували Конвенцію ООН з морського права 1982 року, яка регулює претензії країн на океанські території. Обидві країни зробили заяви щодо Гібралтару у своїх деклараціях після ратифікації Конвенції. Іспанська заява була такою: Ратифікуючи Конвенцію, Іспанія бажає дати зрозуміти, що цей акт не можна тлумачити як визнання будь-яких прав або статусу щодо морського простору Гібралтару, які не включені в статтю 10 Утрехтського договору від 13 липня 1713 року, укладеного між Коронами. Іспанії та Великої Британії. Крім того, Іспанія не вважає, що Резолюція III Третьої Конференції ООН з морського права застосовна до колонії Гібралтар, яка є суб'єктом процесу деколонізації, у якому застосовуються лише відповідні резолюції, ухвалені Генеральною Асамблеєю ООН. застосовно.
Британський уряд відповів на заяву Іспанії у власній заяві: Щодо пункту 2 заяви, зробленої після ратифікації Конвенції урядом Іспанії, уряд Сполученого Королівства не має жодних сумнівів щодо суверенітету Сполученого Королівства над Гібралтаром, включаючи його територіальні води. Уряд Сполученого Королівства, як адміністративний орган Гібралтару, поширив на Гібралтар термін приєднання Сполученого Королівства до Конвенції та ратифікацію Угоди. Тому уряд Сполученого Королівства відхиляє як необґрунтований пункт 2 іспанської декларації. Однак у статтях 309 і 310 Конвенції зазначено, що «до цієї Конвенції не можуть бути зроблені жодні застереження чи винятки, якщо це прямо не дозволено іншими статтями цієї Конвенції», і якщо держава, що підписала, робить заяву при ратифікації, ця заява не повинна "не мають на меті виключити або змінити юридичну дію положень цієї Конвенції при їх застосуванні до цієї держави.
Суперечка щодо територіальних вод, яка відновилася в 2013 році після суперечки про риболовлю, ймовірно, стане більш важливою з відкриттям британського корабля зі скарбами HMS Sussex і суперечками щодо проекту «Чорний лебідь».
Запитання про воду раніше ставили в Палаті громад, на які відповідали так: Відповідно до міжнародного права, держави мають право, але не зобов'язані, розширювати своє територіальне море до максимальної ширини 12 морських миль. Якщо узбережжя двох держав є протилежними або суміжними, загальне правило полягає в тому, що жодна з них не має права, якщо вони не домовляться про інше, поширювати своє територіальне море за серединну лінію. Уряд Сполученого Королівства вважає, що обмеження в три морські милі є достатнім у випадку Гібралтару.
Уряд Гібралтару, зі свого боку, вважає, що немає економічної чи соціальної потреби в більш ніж трьох морських милях територіальних вод, обмежених двома морськими милями на захід у Гібралтарській затоці через середню лінію між британською та іспанською землями. Наприкінці 2008 року Європейська комісія включила більшість територіальних вод, які оточують Гібралтар, до морської заповідної зони, відомої як «Estrecho Oriental», яка буде підтримуватися Іспанією. Велика Британія за підтримки Гібралтару ініціювала судовий процес, який спочатку був відхилений Загальним судом з процедурних міркувань. Апеляцію 2011 року було відхилено знову ж таки з процесуальних підстав. У 2012 році Європейський суд знову відхилив цю апеляцію.
Були суперечки щодо іспанських патрульних катерів у цих заявлених територіальних водах. У травні 2009 року відбулася низка іспанських вторгнень у води навколо Гібралтару, на які претендувала Британія, у тому числі рибоохоронне судно ВМС Іспанії, що призвело до втручання поліції та дипломатичного протесту Великої Британії.
Відповідно до Конвенції ООН з морського права, судна, які проходять через Гібралтарську протоку, здійснюють це в режимі транзитного проходу, а не більш обмеженого безпечного проходу, дозволеного в більшості територіальних вод.

### Економіка
Уряд Іспанії стверджує, що податкові схеми Гібралтару шкодять економіці Іспанії. У січні 2005 року Європейський комісар з конкуренції звернувся до Великої Британії (відповідає за зовнішні відносини Гібралтару) скасувати режим звільнених від оподаткування Гібралтару компаній до кінця 2010 року (найпізніше) на підставі того, що це є незаконною державною допомогою, яка може спотворити конкуренцію. . На відміну від інших податкових гаваней, таких як Андорра, Гібралтар не підписав взаємну угоду з Іспанією щодо обміну фіскальною інформацією, хоча така угода була запропонована урядом Гібралтару, але Іспанія відмовилася її прийняти, оскільки не вважає Гібралтар своїм дипломатичним партнером . Інше занепокоєння, яке було піднято[, полягає в тому, що кожного дня тисячі іспанців купують товари за нижчими цінами в Гібралтарі через обмінні курси та відсутність ПДВ, сприяючи економіці Гібралтару, а не Іспанії.
Уряд Іспанії хоче посилити обмін фіскальною інформацією, щоб запобігти використанню банків Гібралтару для ухилення від сплати податків і відмивання грошей. Спеціальний комітет із закордонних справ Палати громад Сполученого Королівства направив розслідування, яке встановило, що Гібралтар завжди дотримувався всіх міжнародних вимог і вимог ЄС щодо запобігання такій діяльності.
Ми робимо висновок, що серія звинувачень, які Іспанія висуває проти Гібралтару, виглядає майже повністю безпідставною. У багатьох випадках обманюється не лише уряд Гібралтару, але й уряд Великої Британії. Викликає глибокий жаль, що висуваються звинувачення, які не можуть бути підтверджені фактами. Якщо будуть представлені конкретні докази неправомірних дій, британський уряд повинен діяти негайно, щоб вирішити цю проблему. Але поки звинувачення є необґрунтованими, британський уряд має продовжувати їх швидко й рішуче спростовувати.
Гібралтар, який називають «міжнародним фінансовим центром», був серед 35 юрисдикцій, визначених Організацією економічного співробітництва та розвитку (ОЕСР) як податкова гавань у червні 2000 року. У результаті прийняття зобов'язань відповідно до ОЕСР У звіті про хід виконання проекту ОЕСР щодо шкідливої практики оподаткування за 2001 рік Гібралтар не був включений до списку ОЕСР податкових гаваней, які не бажають співпрацювати. Однак у своєму звіті про хід виконання за квітень 2009 року ОЕСР включила Гібралтар до списку юрисдикцій, які, хоча й взяли на себе зобов'язання, ще не «суттєво впровадили» узгоджений на міжнародному рівні податковий стандарт. Після підписання Гібралтаром 12 додаткових угод про обмін податковою інформацією (TIEA) станом на жовтень 2009 року з юрисдикціями, включаючи Велику Британію, США та Німеччину, Гібралтар було внесено до «білого списку» ОЕСР. На даний момент Глобальний форум ОЕСР з прозорості та обміну інформацією для цілей оподаткування вносить його до списку «значною мірою відповідає».
Поряд з островом Мен і Кіпром Гібралтар використовувався як міжнародний фінансовий центр російського конгломерату ЮКОС/Менатеп.
Були заяви, що деякі гібралтарські моторні човни займаються контрабандою наркотиків і тютюну. Проте з 1996 року в Гібралтарі діє закон, який контролює швидкісні запуски, ліцензує їхнє володіння та імпорт, а також забороняє входження суден без ліцензії у води Гібралтару. У 2014 році інспектори відділу боротьби з шахрайством ЄС OLAF написали уряду Іспанії, закликаючи розслідувати контрабанду тютюну, на тлі викриття того, що Гібралтар, населення якого становить менше 30 000 осіб, імпортував 117 мільйонів пачок сигарет у 2013 році. У 2015 році іспанська влада зламала розпочав велику операцію з контрабанди тютюну, вилучивши 65 000 пачок сигарет, п'ять човнів, дві одиниці вогнепальної зброї, обладнання зв'язку та 100 000 євро готівкою. Влада підрахувала, що група щотижня перевозила до Іспанії 150 000 пачок контрабандного тютюну.

### Військове значення
Військовий контроль над Гібралтарською протокою історично був найважливішим використанням Гібралтару, дозволяючи Великій Британії захищати свої торгові шляхи на схід. Британський адмірал лорд Фішер заявив, що Гібралтар був одним із п'яти ключів, які замкнули світ разом із Дувром, Александрією, мисом Доброї Надії та Сінгапуром, які колись контролювала Велика Британія.
Його військова значимість зменшилася з будівництвом у 1953 році військово-морської бази США Рота (найбільшої бази союзників у цьому регіоні) та із закінченням холодної війни, але це все ще важлива позиція, оскільки понад чверть світового морського флоту транспорт проходить через протоку щороку. Контроль над протокою є життєво важливим для НАТО. Завдання контролю над протокою традиційно покладається НАТО на Велику Британію, але нещодавні успіхи Іспанії в її збройних силах і бази, які Іспанія має в зоні, змусили НАТО переглянути це. Проте напружені відносини Іспанії з американською адміністрацією Джорджа Буша та особлива дружба США з Великою Британією змусили НАТО зайняти більш прихильну позицію щодо Великої Британії та Марокко щодо контролю над протокою.

## Повторне виникнення суперечки

### 1953: Поновлення суперечки
У травні 1954 року, незважаючи на заперечення Іспанії, королева Єлизавета II відвідала Гібралтар. Іспанський диктатор Франсіско Франко відновив претензії на The Rock. Файли Британського національного архіву за 1953 рік показують, що Франко стверджував, що Іспанії обіцяли Скелю в обмін на те, щоб вона не атакувала цю територію під час Другої світової війни. Міністерство закордонних справ і у справах Співдружності провело повну перевірку своїх файлів, щоб з'ясувати, чи мають претензії Франко підґрунтя. У конфіденційному меморандумі іспанське комюніке було названо «хлипким і непереконливим документом», і уряд припинив суперечку, відмовившись коментувати ці заяви.

### Референдуми 1967 і 2002 років
У 1967 році на референдумі про суверенітет, організованому британським урядом, 99,6 % виборців проголосували за те, щоб залишитися під суверенітетом Великої Британії.
На другому референдумі щодо суверенітету, проведеному в листопаді 2002 року урядом Гібралтару, 187 проголосували «за» (1 %) і 17 900 проголосували «проти» (99 %) щодо пропозиції поділитися суверенітетом з Іспанією. Поставлене питання було таке:
12 липня 2002 року міністр закордонних справ Джек Стро в офіційній заяві в Палаті громад заявив, що після дванадцяти місяців переговорів британський уряд та Іспанія досягли широкої згоди щодо багатьох принципів, які повинні лежати в основі тривалого врегулювання конфлікту. Претензія Іспанії на суверенітет, яка включала принцип, що Велика Британія та Іспанія повинні розділяти суверенітет над Гібралтаром.
Чи схвалюєте ви принцип, згідно з яким Велика Британія та Іспанія повинні розділити суверенітет над Гібралтаром?
Реакція Іспанії була різною: від сумнівів у обґрунтованості процесу до зауважень, що жоден іспанський уряд не зробив достатньо, щоб зробити спільний суверенітет чи інтеграцію з Іспанією привабливою перспективою.
Повідомляється, що іспанські «секретні кошти» були використані для створення сприятливої думки в Гібралтарі щодо претензій Іспанії на суверенітет. Як були витрачені гроші, залишається незрозумілим.

### Іспанські обмеження
Після конституції Іспанія все ще не бажала знову відкривати кордон через наслідки, які це могло мати. Однак у 1984 році кордон було знову відкрито, що дозволило вільний доступ між обома сторонами, хоча Іспанія відкрила поромне сполучення лише пізніше. Додаткові проблеми виникли щодо аеропорту, оскільки він розташований на спірній нейтральній території. Відповідно до Лісабонської угоди 1980 р.:
Уряди обох країн досягли згоди щодо відновлення прямого сполучення в регіоні. Уряд Іспанії вирішив призупинити застосування чинних заходів.
Це мало включати відновлення поромного сполучення між Гібралтаром і Альхесірасом. Це було нарешті відновлено через 40 років, 16 грудня 2009 року, під керуванням іспанської компанії Transcoma.
Наприкінці 2006 року обмеження щодо аеропорту були зняті в результаті Кордовської угоди (2006) і почали виконуватися прямі рейси з Мадрида авіакомпанією Iberia.
Однак 22 вересня 2008 року Iberia оголосила, що припинить польоти до Мадрида до 28 вересня через «економічні причини», а саме через відсутність попиту. Це залишило Гібралтар без будь-якого повітряного сполучення з Іспанією до травня 2009 року, коли Air Andalus відкрила рейс. Повітряне сполучення з Іспанією знову припинилося в серпні 2010 року, коли Air Andalus втратила ліцензію.
Іспанія виступила проти членства Гібралтару в УЄФА.

### Суперечки перед Brexit
2000 — Проблемою суперечок став ремонт атомного підводного човна HMS Tireless. Уряд Іспанії висловив стурбованість справжньою безпекою для мешканців Гібралтару та близько 250 000 людей, які проживають у Кампо-де-Гібралтар, прилеглій території в Іспанії.
Мешканці цього району вважали цей ремонт прецедентом майбутніх ремонтних операцій у Гібралтарі, а не одноразовою надзвичайною ситуацією, про яку заявив британський уряд (жоден інший атомний підводний човен не ремонтувався в Гібралтарі з тих пір). З іншого боку, уряд Гібралтару звинуватив Іспанію у використанні цього інциденту як приводу для виправдання своїх 300-річних претензій на суверенітет Гібралтару. Незважаючи на численні протести, уряд Гібралтару дозволив виконати роботу після того, як найняв власних експертів, щоб підтвердити, що її можна проводити безпечно. Субмарина пробула в Гібралтарі рік перед відходом, протягом якого ремонт пройшов без пригод.
Згодом іспанські політики скаржилися на кожен візит атомного підводного човна до Гібралтару та безуспішно намагалися отримати запевнення, що це повністю припиниться. Більше протестів проти атомних підводних човнів у Гібралтарі не було. Коментуючи це, уряд Гібралтару сказав: «Візити атомних підводних човнів до Гібралтару є справою Великої Британії та Гібралтару. Візити з оперативними або рекреаційними цілями вітаються урядом Гібралтару… Наскільки нам відомо, це не позиція нинішнього Іспанський уряд або будь-який попередній іспанський уряд, що він виступає проти візитів атомних підводних човнів».
2002 — За кілька місяців до референдуму, скликаного урядом Гібралтару щодо угоди про спільний суверенітет, розбіжності можна класифікувати як:
- Контроль військових об'єктів. Іспанія бажала контролювати військові об'єкти території, навіть у разі спільного суверенітету. Британське міністерство оборони визнало цю претензію неприйнятною.
- Сам референдум. Як іспанський, так і британський уряди заявили, що референдум не мав юридичної сили, але він чітко вказав на демократично виражену волю народу Гібралтару «не бути іспанцями». Оскільки британський уряд зобов'язується поважати ці бажання, від ідеї спільної угоди про суверенітет відмовилися.

2004 р. — Візит королівської принцеси в червні 2004 р., коротке повернення HMS Tireless у липні 2004 р. разом із святкуванням трьохсотріччя захоплення Скелі були об'єктами скарг з боку іспанського уряду.
У жовтні 2004 року було запропоновано новий раунд переговорів на тристоронній основі для обговорення регіонального співробітництва. У лютому 2005 року відбулися перші переговори на зустрічі в Малазі, а потім у Португалії та Лондоні.
Це перша ознака офіційного визнання уряду Гібралтару, і загалом її сприйняли. Основними питаннями переговорів були нова угода щодо аеропорту, пенсії іспанських робітників, які працювали в Гібралтарі в 1960-х роках, і зняття іспанських обмежень на телекомунікації.
2006 рік — Ці питання були успішно вирішені у вересні 2006 року в Кордовській угоді. Процес триває.
2007 — Балкер, MV New Flame, сів на мілину на південь від Europa Point на Гібралтарі та розпався на рифі в серпні 2007 року, викликавши звинувачення в забрудненні в Іспанії та претензії не лише проти уряду Гібралтару, але й проти уряду Іспанії. . Його вантаж був металобрухтом, а паливо з судна було негайно злито. У грудні 2007 року уряд Гібралтару заявив, що операція не становила істотної небезпеки для навколишнього середовища, оскільки судно було виправлено з пального, а в самих двигунах залишилися лише невеликі залишки палива. Іспанська філія Greenpeace стверджувала, що ще в лютому 2008 року розливи палива з New Flame забруднили іспанські пляжі навколо Гібралтарської затоки. Офіційні іспанські джерела применшили це, заявивши, що паливо, що досягає пляжів Альхесіраса, було в «незначній кількості».
2009 — Суперечка щодо територіальних вод, на які претендувала Британія, набула популярності через навмисні вторгнення Іспанії, викликавши гнівні заголовки в таблоїдній пресі Великої Британії. У грудні 2009 року чотирьох озброєних офіцерів Цивільної гвардії було затримано після того, як троє приземлилися в Гібралтарі в погоні за двома підозрюваними контрабандистами, які самі були заарештовані. Міністр внутрішніх справ Іспанії Альфредо Перес Рубалькаба особисто зателефонував головному міністру Пітеру Каруані, щоб вибачитися, заявивши, що за інцидентом не було «ніяких політичних намірів». Головний міністр був готовий визнати, що це не був політичний акт. Іспанські офіцери були звільнені наступного дня поліцією, яка сказала, що «розслідування встановило, що Guardia Civil помилково увійшла в територіальні води Гібралтару по гарячих слідах і з тих пір вибачилася за свої дії».
2012 — Королева Іспанії Софія скасувала плани поїздки до Сполученого Королівства для участі в Діамантовому ювілеї Єлизавети II. Скасування було протестом у відповідь на запланований візит до Гібралтару принца Едварда. Уряд Іспанії також висловив протест проти запланованого візиту принца Едуарда, графа Вессекса. Як повідомляється, відносини між Великою Британією та Іспанією «повернулися до стану зростаючої конфронтації» після обрання прем'єр-міністра Іспанії Маріано Рахоя від Народної партії в грудні 2011 року. Додаткові протести відбулися в серпні 2012 року після того, як Гібралтар скасував угоду, яка дозволяла іспанським рибальським човнам працювати в його водах.
2013 — Розбіжності між Іспанією та урядом Сполученого Королівства знову виникли в липні 2013 року, спочатку після того, як уряд Гібралтару помістив кілька бетонних блоків у морі біля узбережжя Гібралтару, маючи намір сформувати штучний риф. Проте уряд Іспанії висловив протест, заявивши, що це негативно вплинуло на рибальство в цьому районі, обмеживши доступ для іспанських рибальських суден. Наприкінці липня уряд Іспанії запровадив додаткові перевірки на кордоні для людей, які в'їжджають і виїжджають з території Іспанії. Британський уряд протестував, оскільки перевірки спричиняли значні затримки до семи годин, поки люди чекали, щоб перетнути кордон, і 2 серпня посла Іспанії викликали до Міністерства закордонних справ і у справах Співдружності Великої Британії в Лондоні для обговорення цих подій.
2 серпня 2013 року міністр закордонних справ Іспанії Хосе Мануель Гарсіа-Маргальо дав інтерв'ю іспанській газеті ABC. Він оголосив про можливі плани запровадити плату за перетин кордону в розмірі 50 євро для людей, які прямують до Гібралтару та назад, у відповідь на створення штучного рифу. Також повідомлялося про плани закрити повітряний простір Іспанії для рейсів, що прямують до Гібралтару, а також про плани розслідування іспанськими податковими органами майна, що належить приблизно 6000 гібралтарців у сусідніх частинах Іспанії. Міністр закордонних справ Іспанії також обговорив плани щодо внесення змін до закону, згідно з якими британські онлайн-ігри, що базуються на Гібралтарі, повинні будуть базувати сервери в Іспанії, що означає, що вони підпадають під податковий режим Мадрида.
Міністерство закордонних справ Великої Британії відповіло на ці коментарі: «Прем'єр-міністр чітко дав зрозуміти, що уряд Великої Британії виконуватиме свої конституційні зобов'язання перед народом Гібралтару і не піде на компроміс щодо суверенітету».

### Ефект Brexit
Після того, як Сполучене Королівство проголосувало за вихід з Європейського Союзу, незважаючи на рішуче голосування за те, щоб залишитися в Гібралтарі, 23 червня 2016 року, Іспанія повторила свою позицію, що вона хоче керувати Гібралтаром спільно з Сполученим Королівством, і заявила, що намагатиметься заблокувати Гібралтар від участі в переговорах щодо майбутніх угод між Великою Британією та ЄС. Європейська рада оприлюднила низку вказівок щодо переговорів щодо виходу з основного принципу під номером 22, у якому зазначено, що будь-яка угода, яка стосується Гібралтару, потребує згоди Іспанії, яка передбачає, що Іспанії було надано право вето, а Велика Британія підтвердила свою прихильність Гібралтару.

### Угода про вихід з ЄС
18 жовтня 2018 року прем'єр-міністр Іспанії Педро Санчес оголосив, що він досяг угоди з Великою Британією, заявивши, що спеціальний протокол щодо Гібралтару готується разом з урядом Великої Британії, і сподівається досягти хорошої угоди для обох сторін. Однак 19 листопада 2018 року уряд Іспанії погрожував не підтримувати проект угоди про Brexit, оскільки, за їхніми словами, без їхньої згоди була додана стаття, яка може бути неправильно зрозуміла та залишити Іспанію без права голосу щодо Гібралтару. 22 листопада 2018 року прем'єр-міністр Санчес і прем'єр-міністр Мей обговорили проблему, але прем'єр-міністр Іспанії заявив, що «наші позиції залишаються далекими. Мій уряд завжди захищатиме інтереси Іспанії. Якщо не буде змін, ми накладемо вето на Brexit». 24 листопада 2018 року Іспанія погодилася не накладати вето на угоду про Brexit в обмін на тристоронню заяву президента Європейської комісії та президента Європейської ради, уряду Великої Британії та держав-членів ЄС про те, що угода щодо Гібралтару не буде досягнута без згоди Іспанії. Заява ЄС також стверджує, що ЄС не вважає Гібралтар частиною Сполученого Королівства.